# Europacup der Ultramarathons
Der Europacup der Ultramarathons ist ein von 1992 bis 2019 jährlich ausgetragener Läufercup im Traillauf, der einige der größten Ultramarathons Europas umfasste. 

## Wertung
Für jeden Läufer kamen die besten drei gewichteten Laufzeiten in einem Kalenderjahr in die Wertung. Dabei wurde die gelaufene Zeit durch einen streckenspezifischen Gewichtungsfaktor dividiert. Dieser wurde aus den Bestzeiten der Damen und Herren in den vergangenen Jahren ermittelt. 
Dadurch wurde eine mit dem 100 km del Passatore vergleichbare Laufzeit berechnet; der Durchschnitt der 3 schnellsten Vergleichszeiten ist dann die Endwertung.

## Wertungsläufe
(Stand 2019)
| Monat   | Ort         | Name                            | Beschreibung                        |
| ------- | ----------- | ------------------------------- | ----------------------------------- |
| März    | Frankreich  | Trail du Petit Ballon           | Rouffach, 52 km, 2300 Hm            |
| Mai     | Österreich  | Bizau Ultratrail                | Bizau, 50 km, 2900 Hm               |
| Mai     | Belgien     | Le Grand Trail                  | Bütgenbach, 105/60 km, 2800/1620 Hm |
| Mai     | Italien     | 100 km del Passatore            | Florenz, 100 km                     |
| Juli    | Italien     | Schlern Rosengarten Skymarathon | Tiers, 45 km, 2980 Hm               |
| August  | Deutschland | Monschau Ultramarathon          | Monschau, 56 km, 950 Hm             |
| Oktober | Deutschland | Albmarathon                     | Schwäbisch Gmünd 50 km, 1100 Hm     |

## Ehemalige Wertungsläufe
- Rennsteiglauf, 73 km, Deutschland
- Wachau-Ultamarathon, 51 km, Österreich
- Wörthersee-Trail, 60 km, Österreich
- Bieler Lauftage, 100 km, Schweiz
- Mníšek pod Brdy Marathon, 47 km, Tschechien
- Celje-Logarska Dolina, 75 km, Slowenien